# Mylothris rueppellii
Rüppell's Dotted Border or Twin Dotted Border (Mylothris rueppellii) là một loài bướm ngày thuộc họ Bướm xanh. Nó được tìm thấy ở hầu hết Africa, phía nam Sahara.
Sải cánh dài 48–55 mm đối với con đực and 50–56 mm đối với con cái. Con trưởng thành bay quanh năm, with peaks in tháng 10 and from late tháng 2 đến tháng 4 in southern Africa.
Ấu trùng ăn various Loranthaceae species, bao gồm Loranthus, Tapinanthus oleifolius and Tapinanthus rubromarginatus.

## Phụ loài
- Mylothris rueppellii rueppellii (highlands of Ethiopia)
- Mylothris rueppellii haemus (Trimen, 1879) (southern Mozambique, Zimbabwe, South Africa)
- Mylothris rueppellii rhodesiana Riley, 1921 (northern Mozambique, Malawi, Tanzania, Zambia, southern Zaire (Shaba), tây nam Angola)
- Mylothris rueppellii septentrionalis Carpenter, 1928 (southern Sudan)
- Mylothris rueppellii tirikensis Neave, 1904 (highlands of Uganda, Kenya and northern Tanzania)
- Mylothris rueppellii josi Larsen, 1986